# Drive.ai
drive.ai ist ein US-amerikanisches Start-up-Unternehmen, das Technologien für autonomes Fahren entwickelt. Es wurde 2019 von Apple aufgekauft. Eine Besonderheit der Fahrzeuge ist, dass diese mittels Displays vorne, hinten und seitlich mit anderen Verkehrsteilnehmern kommunizieren können.

## Geschichte
drive.ai wurde 2015 von einer Gruppe von Master- und PhD-Studenten aus dem Forschungslabor von Andrew Ng im Artificial Intelligence Lab der Stanford University gegründet. Die Gruppe arbeitete zunächst an der Entwicklung eines Nachrüstsatzes, mit dem ihr autonomes Fahrsystem in bestehende Autos eingebaut werden kann. Im August 2016 verließ das Unternehmen mit einer Finanzierung in Höhe von 12 Millionen US-Dollar den Stealth Mode und erhielt als 13. Unternehmen in Kalifornien eine Lizenz für die Erprobung autonomer Fahrzeuge auf öffentlichen Straßen. Zu den frühen Finanzierungen des Unternehmens gehörten Investitionen von Northern Light Venture Capital, Oriza Ventures und InnoSpring Seed Fund.
Im Mai 2018 wurde bekannt gegeben, dass drive.ai mit der Frisco Transportation Management Association zusammenarbeitet und im Rahmen eines sechsmonatigen Pilotprogramms einen selbstfahrenden Fahrdienst in Frisco, Texas, einrichten wird. Es handelt sich um den ersten öffentlichen Einsatz von selbstfahrenden Autos in Texas. Das Pilotprogramm wird zunächst Sicherheitsfahrer einsetzen, um den Betrieb des Fahrzeugs zu überwachen, wird aber schließlich zu einem fahrerlosen Betrieb mit Fernüberwachung übergehen. Die Fahrer werden eine drive.ai-App verwenden, um Fahrten zu bestellen. Zunächst wird das Programm als gemeinsam genutzter Dienst innerhalb eines festgelegten Gebiets mit Einzelhandels-, Unterhaltungs- und Büroräumen und ausgewiesenen Abhol- und Abgabestellen betrieben. Während des Testzeitraums bot drive.ai öffentliche Aufklärung über seine selbstfahrende Technologie an.
Im Oktober 2018 kündigte drive.ai an, dass es einen ähnlichen selbstfahrenden Fahrgastbeförderungsdienst in Arlington, Texas, starten würde, und wurde damit zum ersten Unternehmen mit Einnahmen im Bereich von autonomen Autos. Der Dienst würde drei Fahrzeuge umfassen, die auf mehreren Routen durch verschiedene Teile der Stadt fahren, darunter auch das AT&T Stadium.